# Erasmuskloof
Erasmuskloof est un quartier résidentiel en banlieue de la ville de Pretoria en Afrique du Sud. Une partie du quartier à l'est de Lois avenue est constituée en gated community.
Erasmuskloof abrite le siège d'Armscor.

## Localisation
Erasmuskloof est un quartier situé à 11 km au sud-est de church square, à l'est de la route nationale 1. Ses axes principaux sont Lois Avenue, Delmas Road et Solomon Mahlangu Drive (ex-Hans Strijdom Drive)

## Démographie
Selon le recensement de 2011, Erasmuskloof comprend plus de 5 406 résidents, principalement issu de la communauté blanche (73,55 %).
Les noirs représentent 21,92 % des habitants tandis que les Coloureds et les indiens représentent un peu plus de 3 % des résidents.
Les habitants sont à 63,4 % de langue maternelle afrikaans, à 18,24 % de langue maternelle anglaise, à 2,69 % de langue maternelle Setswana et à 2,84 % de langue maternelle Sepedi.

## Historique
Le lotissement d'Erasmuskloof est créé en 1973 par Jochemus Rasmus Erasmus (1930-2010) sur une portion du domaine de sa ferme de Garsfontein.

## Politique
Le quartier d'Erasmuskloof est dominée politiquement par l'Alliance démocratique. Lors des élections générales sud-africaines de 2014, l'Alliance démocratique a remporté 77,99 % des suffrages dans la circonscription électorale devançant le congrès national africain (8,63 %) et le front de la liberté (6,9%).